# Mary Ure
Eileen Mary Ure (Glasgow, 18 febbraio 1933 – Londra, 3 aprile 1975) è stata un'attrice scozzese.

## Biografia
Nata a Glasgow, studiò recitazione alla Royal Central School of Speech and Drama di Londra. Affermatasi inizialmente per la sua luminosa bellezza, in poco tempo ebbe modo di dimostrare sul palcoscenico le sue ottime doti di attrice drammatica.
Nel 1956 recitò nella pièce I giovani arrabbiati, tratta dal dramma Ricorda con rabbia di John Osborne. L'attrice e il drammaturgo si sposarono nel 1957 e dal matrimonio nacque il figlio Colin Murray. Nel 1958 I giovani arrabbiati approdò con successo a Broadway e consentì alla Ure di ottenere una candidatura ai Tony Awards come miglior attrice drammatica. L'anno successivo riprese il medesimo ruolo nell'omonimo adattamento cinematografico, in cui recitò accanto a Richard Burton.
Nel frattempo il matrimonio con Osborne era entrato in crisi e nel 1959 la Ure si legò all'attore Robert Shaw, che avrebbe poi sposato il 13 aprile 1963. La sua carriera sul grande schermo proseguì con la partecipazione al film Figli e amanti (1960), che le fece guadagnare una candidatura al Golden Globe per la migliore attrice non protagonista e una all'Oscar alla miglior attrice non protagonista, e le consentì di raggiungere la fama internazionale.
Dopo una pausa di tre anni, durante i quali si dedicò alla famiglia e privilegiò i lavori teatrali, tornò sul grande schermo in Il cranio e il corvo (1963) e successivamente, dopo un'ulteriore pausa, nel 1967 recitò accanto al marito Robert Shaw nel western Custer eroe del West (1967), mentre un anno più tardi apparve nel kolossal bellico Dove osano le aquile (1968), con Clint Eastwood e ancora Richard Burton.

### Il declino e la morte
Malgrado il successo, l'attrice dovette fronteggiare crescenti difficoltà personali dovute alla dipendenza dall'alcool e a disturbi di isteria, che misero in seria difficoltà il prosieguo del suo percorso artistico. All'inizio degli anni settanta la sua carriera teatrale e cinematografica era già a un punto morto, tanto che nel 1974 dovette essere licenziata dal cast di Love for Love, una produzione di Broadway, e rimpiazzata dalla sua sostituta Glenn Close.
Nonostante la popolarità presso il pubblico e la nascita dei tre figli avuti da Robert Shaw, i suoi disturbi mentali e l'alcolismo peggiorarono irrimediabilmente, conducendola a una fine prematura. Il 3 aprile 1975, dopo una disastrosa prima teatrale a Londra in The Exorcism, l'attrice quarantaduenne fu trovata morta nella propria abitazione dal marito. La causa del decesso fu attribuita a un'overdose di alcool e barbiturici.

## Filmografia
- Tempesta sul Nilo (Storm Over the Nile), regia di Zoltán Korda e Terence Young (1955)
- Terra di ribellione (Windom's Way), regia di Ronald Neame (1957)
- I giovani arrabbiati (Look Back in Anger), regia di Tony Richardson (1959)
- Figli e amanti (Sons and Lovers), regia di Jack Cardiff (1960)
- Il cranio e il corvo (The Mind Benders), regia di Basil Dearden (1963)
- The Luck of Ginger Coffey, regia di Irvin Kershner (1964)
- Custer eroe del West (Custer of the West), regia di Robert Siodmak (1967)
- Dove osano le aquile (Where Eagles Dare), regia di Brian G. Hutton (1968)
- Un rantolo nel buio (A Reflection of Fear), regia di William A. Fraker (1973)

## Doppiatrici italiane
- Fiorella Betti in Terra di ribellione, Figli e amanti
- Micaela Giustiniani in I giovani arrabbiati
- Flaminia Jandolo in Il cranio e il corvo
- Lucia Catullo in Dove osano le aquile
- Benita Martini in Un rantolo nel buio